# Crowdsurfen

Crowdsurfing tijdens een optreden van de Heideroosjes

Crowdsurfing beschrijft het proces waarbij een persoon gedurende een optreden wordt overgedragen van de ene persoon in het publiek naar een andere.
De "crowdsurfer" wordt doorgegeven boven de hoofden van de toeschouwers waarbij de dragers het gewicht van de surfer dragen. Het surfen vindt meestal plaats in de eerste rijen van het publiek. Het fenomeen crowdsurfen is muziekafhankelijk, en treedt het meeste op bij metal-, punk- en rockoptredens.
Crowdsurfen kan verboden worden bij concerten omdat het gevaar kan opleveren voor personen die er niet op voorbereid zijn. Dit wordt door middel van borden aangegeven.